# Dysstroma latefasciata
Dysstroma latefasciata is een nachtvlinder uit de familie van de spanners (Geometridae).
De spanwijdte van deze vlinder is 26 tot 35 millimeter. De tekening van de vlinder is variabel.
De soort gebruikt blauwe bosbes, rijsbes, kruipbraam, Rhododendron tomentosum en bosaardbei als waardplanten. De rups is te vinden van augustus tot in juni en overwintert. De vliegtijd is van eind juni tot in september.
De soort komt voor van Fennoscandinavië tot het oosten van Siberië en Mongolië. De habitat is nat naaldbos.